# 朴相學
朴相學（1968年2月16日—）是韓國的朝鮮人權活動家。
朴相學生於一個北韓特權家庭，大學畢業後在政府宣傳部門工作。”1990年代後期，時值許多政府高官被肅清，出於安全考慮，經由中間人取道中國前往韓國。2006年任北韓民主化運動本部代表。2013年任自由北韓運動聯盟代表。
2011年韓國破獲了企圖用毒針殺害朴相學的案件。